# Silvio Pellico
Silvio Pellico (Saluzzo (Piemont), 1789. június 25. – Torino, 1854. február 1.) olasz költő.

## Élete
Apja Onorato, szintén lírai költő volt és gondosan neveltette fiát, aki előbb Pinerolóban, majd Torinóban tanult. 16 éves korában egyik rokonával Lyonba ment, ahol megtanult franciául és irodalommal is kezdett foglalkozni. Családja Milánóba költözvén át, midőn Pellico 1810-ben oda visszatért, a katonai árvaházban a francia nyelv tanára lett. Ekkor ismerte meg Montit és Foscolót és írta Laodicea meg Francesca de Rimini tragédiáit, melyek közül az utóbbi diadallal járta be Olaszország színpadjait.
A napóleoni uralom bukása után, 1816-ban Pellico nevelő lett Lambertenghi grófnál, és barátságot kötött Staël asszonnyal, Schlegellel, Byronnal, Broughammel stb. Ugyanekkor több kiváló olasz romantikussal (Manzoni, Berchet, Romagnosi stb.) megalapította a Conciliatore című folyóiratot, melyet azonban forradalmi iránya miatt már két év múlva (1820) elnyomtak, munkatársai pedig, minthogy most már egészen a carbonarik karjaiba vetették magukat, rövid időn majd mindnyájan fogságra jutottak. Köztük volt Pellico is, a folyóirat szerkesztője, akit 1821 végén fogtak el, útjában Velencéből Torinóba és a következő év február 22-én halálra, majd kegyelem útján 15 évi várfogságra ítéltek.
Ezt a nehéz rabságot és az osztrák porkolábok kegyetlenségeit Le mie prigioni című művében irta le, megragadó egyszerűséggel és megadó hangon. Könyvét, mely méltán keltett feltünést, több nyelvre is lefordították (magyarul kétszer is: Rabságom órái, fordította Draxler J., Balassagyarmat, 1869, és Zádor J., Esztergom 1879). Az 1830-as júliusi forradalom nyomasztó hatása alatt Pellico is kegyelmet kapott, és megromlott egészséggel, lélekben megtörve érkezett vissza Torinóba, ahol Barolo márki házában talált menedéket, akinek titkára és könyvtárosa lett.
Egyéb művei: Eufemio di Messina (1820); Iginia d'Asti és Ester d'Engadii (1821-22), továbbá Gismonda da Mendrisio, Erodia de és Tommaso Moro tragédiák, melyekben Vittorio Alfieri nyomdokain igyekezett haladni, ennek drámai ereje és szenvedélye nélkül. Írt még költői elbeszéléseket a középkorból (Cantiche), lírai költeményeket (Poesie inedite) és egy parainesis-félét; Discorso dei doveri degli uomini (1837).

## Magyarul
- Pellico Szilvio értekezése az emberi kötelességekről; ford. Császár Ferenc; Jó és Olcsó Könyvkiadó Társulat, Pest, 1853
- Rabságom órái; ford., bev. Draxler János; Aufler-Stolp, Pest, 1861
- Börtöneim; ford. Erdélyi Károly; Franklin, Bp., 1886 (Olcsó könyvtár)
- Az emberi kötelességekről; ford., előszó, életrajz Alleram Gyula; Stephaneum Ny., Bp., 1904
- Zanze. Az eredeti teljes szöveg és hű magyar fordítása; ford. Révay József; Lantos, Bp., 1925 (Kétnyelvű klasszikus könyvtár)
- Börtöneim; ford. Erdélyi Károly, vál., bev., jegyz. Csetri Elek; Irodalmi, Bukarest, 1969